# Eurocon 1991
Eurocon 1991, acronim pentru Convenția europeană de science fiction din 1991, a avut loc la Cracovia în  Polonia, pentru a doua oară în această țară.